# تپه چیا زرگران
تپه چیا زرگران مربوط به عصر مس - مفرغ است و در شهرستان کوهدشت، بخش مرکزی، دهستان کوهدشت شمالی، روستای آخه واقع شده و این اثر در تاریخ ۲۳ بهمن ۱۳۸۵ با شمارهٔ ثبت ۱۷۱۸۳ به‌عنوان یکی از آثار ملی ایران به ثبت رسیده است.